# Titularbistum Celene
Celene ist ein Titularbistum der römisch-katholischen Kirche.
Es geht zurück auf ein früheres Bistum in Galicien, das der Kirchenprovinz Braga angehörte.
| Titularbischöfe von Celene |                                                         |                                                               |                 |                   |
| Nr.                        | Name                                                    | Amt                                                           | von             | bis               |
| 1                          | Evelio Díaz Cía Titularerzbischof pro hac vice          | emeritierter Erzbischof von San Cristóbal de la Habana (Kuba) | 26. Januar 1970 | 26. November 1970 |
| 2                          | Henry-Camille-Gustave-Marie L’Heureux                   | Weihbischof in Perpignan-Elne (Frankreich)                    | 26. Januar 1971 | 3. Februar 1972   |
| 3                          | Massimo Giustetti                                       | Apostolischer Administrator von Pinerolo (Italien)            | 1. Juli 1972    | 21. März 1974     |
| 4                          | Gabriel Montalvo Higuera Titularerzbischof pro hac vice | Apostolischer Nuntius                                         | 14. Juni 1974   | 2. August 2006    |
| 5                          | Sergio Pagano CRSP Titularerzbischof pro hac vice       | Präfekt des Vatikanischen Geheimarchivs                       | 4. August 2007  |                   |